# ビクトリアカップ
ビクトリアカップ（Victoria Cup）は、日本中央競馬会が京都競馬場の芝2400mで施行していた中央競馬の重賞競走である。

## 概要
4歳（現表記3歳）の牝馬による競走。牝馬三冠路線の最終戦という位置づけで1970年に創設された。厳密にはクラシック競走ではないが、賞金はクラシック競走に準ずる形で一般の重賞競走よりも幾分高めに設定された。
1975年まで6回施行されたが、同年にエリザベス2世が日本を訪問したことを記念して、翌1976年に本競走と同条件のエリザベス女王杯を新設することになったため、廃止された。施行回数は引き継がれなかった。

### 歴代優勝馬
優勝馬の馬齢は現行表記。
| 回数  | 施行日         | 競馬場 | 距離    | 優勝馬           | 性齢 | タイム | 優勝騎手 | 管理調教師 | 馬主           | 単勝オッズ | 単勝人気 | 1着賞金  |
| ----- | -------------- | ------ | ------- | ---------------- | ---- | ------ | -------- | ---------- | -------------- | ---------- | -------- | -------- |
| 第1回 | 1970年11月22日 | 京都   | 芝2400m | クニノハナ       | 牝3  | 2.33.9 | 目野哲也 | 内藤繁春   | 内藤博司       | 13.3       | 5        | 1500万円 |
| 第2回 | 1971年11月21日 | 京都   | 芝2400m | タイヨウコトブキ | 牝3  | 2.29.1 | 高橋隆   | 大久保石松 | 浅野忠男       | 15.5       | 5        | 1700万円 |
| 第3回 | 1972年11月19日 | 京都   | 芝2400m | アチーブスター   | 牝3  | 2.33.7 | 武邦彦   | 田之上勲   | 山本信行       | 19.0       | 5        | 2100万円 |
| 第4回 | 1973年11月18日 | 京都   | 芝2400m | ニットウチドリ   | 牝3  | 2.29.0 | 横山富雄 | 八木沢勝美 | 鎌田三郎       | 6.4        | 3        | 2400万円 |
| 第5回 | 1974年11月17日 | 京都   | 芝2400m | トウコウエルザ   | 牝3  | 2.34.1 | 嶋田功   | 仲住達弥   | 渡辺喜八郎     | 3.6        | 1        | 2800万円 |
| 第6回 | 1975年11月16日 | 京都   | 芝2400m | ヒダロマン       | 牝3  | 2.35.0 | 武田悟   | 夏村辰男   | （有）稗田牧場 | 6.8        | 4        | 3000万円 |

#### 各回競走結果の出典
- 「ビクトリアカップ」『中央競馬全重賞競走成績集 【障害・廃止競走編】』日本中央競馬会、2006年、315-323頁。